# トゥイスコン・ツィラー
トゥイスコン・ツィラー（Tuiskon Ziller, 1817年12月22日 - 1882年4月20日）は、ドイツの文献学者で、教育学者。ヘルバルト派として知られている。

## 人物・生涯
ツィラーは、ライプツィヒ大学で文献学を学び、当初数年ギムナジウムの教師として教鞭をとった後、再度大学に戻り、法学を学んで1853年に大学教授資格を取得。そのままライプツィヒ大学で法学の私講師となった。しかし、1854年に教育学の講義を始め、その後は専ら教育学に専念することになる。1861年、彼は学生時代の友人の援助を得て、補修学校の校舎を利用できることになり、教育学ゼミナールを新設。ツィラーはヘルバルト派の代表的な理論家の１人であり、1868年以降、科学的教育学協会（Vereins für Wissenschaftliche Pädagogik）の創立者にして、代表を務めた。彼はライプツィヒで亡くなった。

## 著作
- Einleitung in die allgemeine Pädagogik (Leipzig 1856)
- Die Regierung der Kinder (Leipzig 1857)
- Grundlegung zur Lehre vom ergehenden Unterricht (Leipzig 1865, 2. Aufl. 1884)
- Herbartische Reliquien (Leipzig 1871)
- Vorlesungen über allgemeine Pädagogik (Leipzig 1876, 2. Aufl. 1884)
- Allgemeine philosophische Ethik (Leipzig 1880, 2.Aust. 18?6)